# Aaron Sorkin
Aaron Benjamin Sorkin (New York, 9. lipnja 1961.) je američki scenarist, producent i pisac kazališnih komada čiji radovi uključuju filmove kao što su Malo dobrih ljudi, Američki predsjednik, Društvena mreža i Igra pobjednika kao i televizijske serije Zapadno krilo, Sports Night i Studio 60 na Sunset Stripu.
Nakon što je diplomirao na Sveučilištu Syracuse 1983. godine, Sorkin je većinu 80-tih godina prošlog stoljeća proveo u New Yorku kao glumac koji se pokušava probiti. Ipak, svoju strast pronašao je u pisanju kazališnih komada i vrlo brzo postao jedan od obećavajućih autora. Njegova predstava Malo dobrih ljudi zainteresirala je holivudskog producenta Davida Browna koji je otkupio prava na filmsku ekranizaciju prije nego što je predstava uopće doživjela svoju premijeru na kazališnim daskama.
Producentska kuća Castle Rock Entertainment zaposlila je Sorkina za adaptaciju kazališnog komada Malo dobrih ljudi u dugometražni film. Režirao ga je Rob Reiner, a sam film postao je box-office uspjeh. Sorkin je rane 90-te godine prošlog stoljeća proveo pišući još dva scenarija za Castle Rock: Malice i Američki predsjednik. Sredinom 90-tih radio je kao konzultant na scenariju za film Bulworth. 
Njegova televizijska karijera započela je 1998. godine kada je kreirao humorističnu seriju Sports Night na televizijskoj mreži ABC. Druga sezona serije emitirana 1999. godine bila je ujedno i posljednja, ali se i preklapala sa Sorkinovom sljedećom serijom koju je kreirao, ovaj put za televizijsku mrežu NBC - Zapadno krilo. Serija je bila iznimno hvaljena od strane publike i kritike, a osvojila je i brojne prestižne televizijske nagrade Emmy i Zlatni globus. Ipak, na kraju četvrte sezone Sorkin napušta seriju (2003. godine). Televiziji će se vratiti 2006. godine s novom dramskom serijom: Studio 60 na Sunset Stripu koju je također kreirao za NBC. Iako je njegov povratak televiziji bio spektakularno najavljivan (pogotovo preko raznih Internet portala), NBC nije produžio seriju nakon prve sezone zbog vrlo loše gledanosti i pomiješanih kritika. Sorkin je za adaptaciju scenarija za film Društvena mreža nagrađen BAFTA-om, Zlatnim Globusom i Oscarom.
Nakon više od punog desetljeća izbivanja iz kazališta, Sorkin se vratio adaptacijom vlastitog scenarija The Farnsworth Invention. Predstava je svoju premijeru imala na Broadwayu u prosincu 2007. godine.
Mnogo godina bio je ovisnik o kokainu, ali nakon uhićenja kojim je zaradio ogroman negativni publicitet otišao je na liječenje i navodno se oporavio. Na televiziji, Sorkin je poznat kao "control freak" koji svoj posao rijetko dijeli s drugima. Njegovo osoblje uglavnom je zaduženo za istraživanje i donošenje priča koje on stavlja na papir. Sorkinov trademark koji uključuje brze dijaloge i dugačke monologe likova na televiziji je odlično uklopio svojom tehničkom metodom snimanja "Walk and Talk" (u slobodnom prijevodu "Hodaj i pričaj") njegov česti suradnik, redatelj Thomas Schlamme.

## Rane godine
Aaron Sorkin rodio se na Manhattanu u Židovskoj obitelji, a odrastao je u bogatom predgrađu Scarsdale, New York. Njegova majka bila je školska učiteljica, a otac odvjetnik koji se borio u 2. Svjetskom ratu. Njegovi stariji brat i sestra također su postali odvjetnici. Sorkin se vrlo rano počeo zanimati za glumu. Prije nego što je dosegnuo tinejdžerske godine, roditelji su ga vodili u kina gdje bi gledao filmove poput Tko se boji Virginije Woolf? i That Championship Season.
Sorkin je išao u srednju školu Scarsdale gdje se zainteresirao za dramsku grupu i kino klub. U osmom razredu igrao je generala Bullmoosea u mjuziklu Li'l Abner.  1979. godine Sorkin je upisao sveučilište Syracuse. U prvoj godini pao je ispit koji ga je unazadio u njegovoj nakani da postane glumac, budući je jedan od kriterija za pohađanje dramskog odjela bio da svi studenti moraju položiti ispite koji su bili uvjeti za pohađanje tog dijela nastave. Ipak, Sorkin se vraća godinu dana kasnije odlučan da bude bolji i diplomira 1983. godine.

### Nezaposleni glumac, obećavajući pisac
Nakon diplome, Sorkin seli u New York gdje radi sve i svašta, uključujući dostavu telegrama, vožnju limuzine, dijeljenje letaka za promociju lova i ribolova te konobarenje na Broadwayu u kazalištima poput Palacea. Jednog vikenda, dok je čuvao kuću prijatelja našao je stari IBM Selectric pisaći stroj i započeo pisati, a o tom događaju kasnije će izjaviti: "Osjećao sam fenomenalnu samouvjerenost i radost kakvu nikad prije nisam osjetio."
Nastavio je s pisanjem i uskoro završio svoj prvi kazališni komad "Removing All Doubt" koji je poslao svom starom profesoru kazališta, Arthuru Storchu koji je s istim bio impresioniran. 1984. godine, "Removing All Doubt" je uprizorena kao drama na sveučilištu Syracuse. Nakon toga napisao je "Hidden in This Picture", komad koji je debitirao na off-off-Broadwayu 1988. godine u New Yorku. Nakon što je producent John A. McQuiggan vidio komad "Hidden in This Picture" rekao je Sorkinu da pokuša pretvoriti predstavu od jednog čina u punokrvnu dramu imena "Making Movies". Njegova reputacija kao pisca kazališnih komada brzo se širira kazališnom scenom u New Yorku.

### Malo dobrih ljudi
Sorkin je inspiraciju za sljedeći kazališni komad, sudsku dramu naziva Malo dobrih ljudi, dobio nakon telefonskog razgovora sa sestrom Deborah koja je upravo diplomirala na Bostonskom sveučilištu i potpisala trogodišnji ugovor kod suca ratne mornarice. Odlazila je u Guantanamo Bay  kako bi branila skupinu Marinaca koji su skoro ubili svog suborca prema zapovijedi svog nadređenog časnika. Taj dio priče Sorkin je iskoristio za svoju priču čiji je veliki dio napisao na ubruse dok je konobario na Broadwayu. Skupa sa svojim cimerima kupio je Macintosh 512K i nakon što bi se navečer vratio kući jednostavno bi ispraznio džepove i pretipkao na kompjuter ono što je tijekom dana pisao na ubruse.
1988. godine Sorkin je prodao filmska prava na svoju dramu producentu Davidu Brownu prije nego što je kazališna predstava uopće imala premijeru za, najvjerojatnije, šesteroznamenkasti iznos. Brown je pročitao članak u New York Timesu o Sorkinovoj predstavi u jednom činu "Hidden in This Picture" i otkrio da Sorkin ima još jednu dramu imena Malo dobrih ljudi. Brown je producirao Malo dobrih ljudi na Broadwayu u Music Box Theatre. U predstavi je glumio Tom Hulce, a režirao ju je Don Scardino. Nakon otvaranja kasne 1989. godine, predstava će se odigrati 497 puta.
Sorkin je nastavio pisati "Making Movies" i 1990. godine debitirao je na Off-Broadwayu u Promenade Theatre, uz produkciju Johna A. McQuiggana i režiju Dona Scardina. U međuvremenu, David Brown je producirao par filmova za TriStar Pictures i pokušao zainteresirati kompaniju za filmsku adaptaciju Malo dobrih ljudi, ali njegov prijedlog je odbijen zbog nedostatka glavnih glumačkih zvijezda. Browna je kasnije nazvao Alan Horn iz Castle Rock Entertainment koji je želio snimiti film. Rob Reiner, partner producent u Castle Rocku, odlučio ga je režirati. Film je 1992. godine zaradio četiri nominacije za nagradu Oscar, uključujući i onu za najbolji film godine.

## Scenaristička karijera (1991. – 1998.)

### Rad pod ugovorom za Castle Rock Entertainment
Ranih 90-tih godina prošlog stoljeća, Sorkin je radio pod ugovorom za Castle Rock Entertainment. Napisao je scenarije za filmove Malo dobrih ljudi, Malice i Američki predsjednik, a sva tri zajedno utržila su oko 400 milijuna dolara u svijetu na kino blagajnama. Dok je pisao za Castle Rock, sprijateljio se s kolegama kao što su William Goldman i Rob Reiner te upoznao svoju buduću ženu, Juliu Bingham koja je bila jedna od odvjetnica tvrtke. 
Sorkin je napisao nekoliko verzija scenarija za Malo dobrih ljudi u svom stanu u New Yorku, pritom učeći usavršavanje scenarija iz knjige o scenarističkim formatima. Nekoliko je mjeseci proveo u uredima Castle Rocka u Los Angelesu, radeći na scenariju s Robom Reinerom. William Goldman (koji je redovito radio pod ugovorom s Castle Rockom) postao mu je mentor i pomogao mu u adaptaciji njegovog kazališnog komada u pravi filmski scenarij. Film Malo dobrih ljudi režirao je Rob Reiner, a glavne uloge u njemu ostvarili su Tom Cruise, Jack Nicholson, Demi Moore i Kevin Bacon. Film je producirao David Brown, a u kina je pušten 1992. godine i postao veliki box-office uspjeh.
Goldman je uskoro prišao Sorkinu s idejom koju je Sorkin razvio u scenarij za film Malice. Goldman je nadgledao projekt kao kreativni konzultant dok je Sorkin pisao prve dvije verzije scenarija. Ipak, zbog obveza završavanja scenarija za Malo dobrih ljudi, Sorkin je napustio posao pa je scenarist Scott Frank napisao još dvije dodatne verzije. Nakon što je produkcija Malo dobrih ljudi završena, Sorkin se vratio i nastavio pisati scenarij za Malice te ga i završio. Harold Becker je režirao film koji je u kina pušten 1993. godine, a u kojem su glavne uloge ostvarili Nicole Kidman i Alec Baldwin. Film je imao miksane kritike među kojima su neki film proglašavali pravom zabavom, a drugi mu zamjerali što napetost nije prisutna konstantno.
Sorkinov posljednji producirani scenarij za Castle Rock je bio za komediju Američki predsjednik na kojemu je ponovno surađivao s Williamom Goldmanom koji je i ovdje bio kreativni konzultant. Sorkinu je trebalo par godina da napiše scenarij za film koji je u početku imao čak 385 stranica; naravno, kasnije je scenarij skraćen na uobičajenih 120 stranica. Film je režirao Rob Reiner, a doživio je kritički uspjeh.

### Konzultant na scenarijima
Sorkin je na nekoliko filmova radio kao konzultant za scenarije. Napisao je par rečenica koje izgovaraju Sean Connery i Nicolas Cage u filmu Hrid. Također je radio i na scenariju za film Excess Baggage, komediji o djevojci koja iscenira vlastitu otmicu kako bi zadobila očevu pozornost, a također je i napisao par scena Willa Smitha u filmu Državni neprijatelj.
Sorkin je radio s Warrenom Beattyjem na nekoliko scenarija, od kojih je jedan bio i za film Bulworth. Beatty, poznat po tome što ponekad ulaže vlastita financijska sredstva u pret-produkciju svojih projekata, također je unajmio Sorkina za scenarij filma Ocean of Storms koji nikad nije snimljen.

## Rad na televiziji (1998. – 2007.)

### Sports Night
Sorkin je na ideju o događajima i životima ekipe koja radi na sportskim vijestima došao dok je živio u hotelu Four Seasons u Los Angelesu gdje je pisao scenarij za Američkog predsjednika. Radio bi do kasnih noćnih sati uz upaljen televizor na programu ESPN i gledao neprestane reprize sportskih vijesti. Upravo su ga te vijesti inspirirale da napiše filmski scenarij, ali nije mogao naći pravu strukturu priče pa je ideju preobličio u humorističnu televizijsku seriju. Sports Night producirala je kuća Disney, a pilot epizoda prikazana je u jesen 1998. godine na ABC-u.
Tijekom prve sezone, Sorkin je vodio bitku s kućom o upotrebi smijeha publike u pozadini humorističnih scena i o snimanju same serije pred publikom uživo. Mnogi kritičari upravo su kritizirali upotrebu smijeha u pozadini, jer je zvučala neuvjerljivo. Sorkin je izjavio: "Kad snimaš seriju pred publikom uživo, nemaš drugog izbora nego upotrijebiti njihov smijeh u pozadini." Ipak, kako je sezona odmicala, smijeh u pozadini koristio se sve manje i manje da bi do kraja prve sezone potpuno nestao. Na taj način, glumačka ekipa dobila je puno više vremena za probe, a ekipa iza kamere nije se više trebala toliko truditi oko namještanja scena za publiku uživo.
Iako je serija Sports Night doživjela kritički uspjeh, ABC je otkazala istu nakon dvije sezone zbog slabe gledanosti. Sorkin se jedno vrijeme poigravao s idejom da nastavi s prikazivanjem serije na nekoj drugoj televizijskoj mreži, ali je na kraju odbio sve ponude dijelom i zbog toga što je već tada užurbano radio na svom drugom televizijskom projektu - Zapadnom krilu.

### Zapadno krilo
Sorkin je osmislio političku televizijsku dramu Zapadno krilo 1997. godine kad je potpuno nepripremljen otišao na ručak s producentom Johnom Wellsom i u panici mu ispričao ideju o seriji čiji su glavni likovi zaposlenici Bijele kuće. Kao ideja poslužili su mu neupotrijebljeni ostaci scenarija filma Američki predsjednik. Ispričao je Wellsu sve o svojim posjetima Bijeloj kući dok se bavio istraživanjem za scenarij Američkog predsjednika i u jednom trenutku njih dvojica su se našla u raspravi o poslovnoj strasti ljudi koji rade u javnoj službi. Wells je predložio ideju za seriju televizijskoj mreži NBC, ali su mu oni rekli da pričeka budući nisu vjerovali u takvu vrstu projekta zbog skandala s Monicom Lewinski koji je u to vrijeme tresao SAD. Kada su, godinu dana poslije, neke druge televizijske mreže izrazile zainteresiranost za Zapadno krilo, NBC je odobrio projekt. Pilot epizoda emitirana je u jesen 1999. godine, a seriju je producirala kompanija Warner Bros. TV.
U svojoj prvoj sezoni, serija Zapadno krilo osvojila je čak 9 prestižnih televizijskih nagrada Emmy što predstavlja rekord u najviše osvojenih Emmyja neke serije za jednu sezonu. Nakon dodjele uslijedio je pravi fijasko koji se vrtio oko dodijeljenog Emmyja za najbolji scenarij za epizodu In Excelsis Deo kojeg su osvojili Sorkin i Rick Cleveland. U članku New York Timesa pisalo je da Cleveland zbog Sorkina nije mogao doći do riječi prilikom preuzimanja nagrade i pobjedničkog govora. Priča te pobjedničke epizode bazirana je upravo na Clevelandovom ocu, ratnom veteranu koji je sudjelovao u Korejskom ratu, a koji je posljednje godine svog života proveo na ulici. Uslijedio je pravi internetski rat između Sorkina i Clevelanda po forumima što je rezultiralo Sorkinovom kasnijom isprikom. Njih dvojica za istu epizodu također su osvojili i nagradu Udruženja filmskih scenarista SAD-a u veljači 2001. godine.
2001. godine, nakon što je završio s drugom sezonom serije, Sorkin se vratio konzumaciji droge; javnost je za to saznala nakon što je uhićen na aerodromu u Burbanku zbog posjedovanja halucinogenih gljiva, marihuane i kokaina. Sudac mu je odredio obavezno uključivanje u program ovisnika o drogi. Iako se Sorkin oporavio, njegova ovisnost bila je predmetnom javnih rasprava, a najveću popularnost dosegnula je kad je serija Zapadno krilo parodirana u emisiji Saturday Night Live.
Sorkin je sveukupno napisao 87 scenarija Zapadnog krila što označava pisanje gotovo svake snimljene epizode u prve četiri sezone. Priznao je da takav način rada zapravo nije dobar, jer niti jedna epizoda koju je on pisao nikad nije završena na vrijeme.2003. godine, na kraju četvrte sezone, Sorkin i njegov prijatelj i izvršni producent Thomas Schlamme napustili su seriju zbog unutarnjih sukoba s kućom Warner Bros. TV koji nisu uključivali NBC pa je tako John Wells ostao jedini izvršni producent serije. Sorkin se kasnije vratio u posljednjoj epizodi serije kao statist.

### Studio 60 na Sunset Stripu
2003. godine Sorkin je novinarki Charlie Rose otkrio da radi na novoj televizijskoj seriji čija će se radnja događati iza kulisa kasne noćne zabavne emisije kakva je, primjerice, Saturday Night Live. Početkom listopada 2005. godine scenarij pilot epizode serije nazvane Studio 7 on the Sunset Strip, čiji je autor bio Sorkin, a producent Thomas Schlamme, počeo je kružiti Hollywoodom i zaintrigrirao javnost na internetu. Samo tjedan dana kasnije, NBC je otkupio prava na prikazivanje od Warner Bros. TV za rekordan iznos koji je rezultirao natjecanjem s CBS-om. Ime serije kasnije je promijenjeno u Studio 60 na Sunset Stripu. Sorkin je priznao da u seriji ima autobiografskih elemenata i likova koji su bazirani na stvarnim ljudima.
U rujnu 2006. godine emitirana je pilot epizoda serije koju je režirao Schlamme. Epizoda je bila kritički izrazito hvaljena i imala je veliku gledanost, ali je do sredine sezone gledanost drastično pala. Kasnije epizode serije prema mišljenju kritike i publike nisu ispunile očekivanja pa je u javnosti bilo dosta kritiziranja s obje strane. U siječnju 2007. godine Sorkin je napao novinare za koje je smatrao da su se previše fokusirali na pad gledanosti serije i na blogove u kojima su im nezaposleni scenaristi služili kao izvori. Nakon dvomjesečne stanke, Studio 60 je nastavio s emitiranjem posljednjih epizoda prve sezone koja će na kraju ostati i jedina sezona te serije.

## 2004. – danas

### Povratak u kazalište
2003. godine Sorkin je pisao scenarij o televizijskom pioniru Philu Farnsworthu, priču s kojom se upoznao još ranih 90-tih kad mu je producent Fred Zollo došao s idejom o adaptaciji memoara Elme Farnsworth u biografski film. Sljedeće godine završio je scenarij naziva "The Farnsworth Invention", a studio New Line Cinema odmah se zainteresirao za isti. Thomasu Schlammeu ponuđeno je da ga režira. Radnja se vrti oko patentne bitke između izumitelja Phila Farnswortha i tajkuna Davida Sarnoffa za tehnologiju koja će omogućiti prve televizijske prijenose u SAD-u.
U isto vrijeme, Sorkina je kontaktirala Jocelyn Clarke, menadžerica povjerenstva u Abbey kazalištu u Dublinu, tražeći od njega da za njih napiše kazališni komad na što je Sorkin i pristao. S vremenom, Sorkin je promijenio scenarij "The Farnsworth Invention" i prilagodio ga kazalištu. Prvu verziju poslao je rane 2005. godine, a produkcija je planirana za 2007. Međutim, kazalište Abbey se 2006. godine, pod vodstvom novih menadžera, povuklo iz projekta. Unatoč tome, La Jolla Playhouse - koji su pomagali u produkciji Abbeyju - ostali su na projektu, a čak je i Steven Spielberg sudjelovao u njemu kao producent. Predstava je prikazivana u La Jolla Playhouse od 20. veljače 2007. do 25. ožujka 2007. Uslijedila je produkcija na Broadwayu, a planirane su predstave u Music Box Theatreu za 14. studenog 2007. Međutim, zbog štrajka na Broadwayu 2007. predstava je odgođena. Ipak, 3. prosinca 2007. godine u Music Box Theatreu je održana predstava koja je označila i kraj štrajka. Predstave su se vrtile do 2. ožujka 2008.
2005. godine Sorkin je revidirao kazališni komad Malo dobrih ljudi za London West End. Predstava je prvi put prikazana u Royal Haymarketu u jesen iste godine, a režirao ju je David Esbjornson s Robom Loweom u glavnoj ulozi.

### Povratak na film
Sorkinov sljedeći scenaristički izlet bio je povratak na film, kada ga je studio Universal Pictures angažirao da adaptira knjigu producenta Georgea Crilesa Rat Charlieja Wilsona za producentsku kompaniju Playtone Toma Hanksa. Radnja se vrti oko kongresmena iz Teksasa, Charlieja Wilsona koji je financirao tajni rat CIA-e protiv bivšeg Sovjetskog saveza u Afganistanu. Sorkin je napisao scenarij, a film je u kina pušten 2007. godine. U njemu su glavne uloge ostvarili Tom Hanks, Julia Roberts i Philip Seymour Hoffman, a režirao ga je Mike Nichols.
U kolovozu 2008. godine Sorkin je najavio da je pristao napisao scenarij za studio Sony Pictures i producenta Scotta Rudina o tome kako je osnovan Facebook. Film Društvena mreža temeljen je na romanu Bena Mezricha The Accidental Billionaires, a u američka kina pušten je 1. listopada 2010. godine. Za scenarij za taj film Sorkin je osvojio Oscara, Zlatni globus i BAFTA-u. Godinu dana poslije Sorkin je zaradio nominacije za iste nagrade za svoj rad na scenariju filma Igra pobjednika.

### Budući projekti
U ožujku 2007. godine objavljeno je da je Sorkin pristao napisati glazbenu adaptaciju hit pjesme iz 2002. godine "Yoshimi Battles the Pink Robots" u izvedbi psihodelične rock skupine The Flaming Lips, u suradnji s redateljem Desom McAnuffom koji je i radio na razvijanju projekta.
12. srpnja 2007. godine Variety je napisao da je Sorkin potpisao ugovor s kućom DreamWorks za koju bi trebao napisati tri scenarija. Prvi scenarij se zove The Trial of the Chicago 7 koji je Sorkin već razvijao sa Stevenom Spielbergom i producentima Walterom Parkesom i Laurie MacDonald. U ožujku 2010. godine Sorkinov agent Ari Emanuel je izjavio da je projekt puno zahtjevniji nego što se mislilo na prvi pogled.
U kolovozu 2008. godine redatelj Des McAnuff je objavio da je Sorkin pristao napisati adaptaciju Čehovog Višnjika za Stratford Shakespeare Festival.
2010. godine Sorkin je navodno otkupio filmska prava na knjigu Andrewa Younga The Politician (o senatoru Johnu Edwardsu) i najavio da će mu adaptacija te knjige ujedno poslužiti i za redateljski debi.
U studenom 2010. godine objavljeno je da trenutno radi na mjuziklu baziranom na životu Houdinija, uz glazbu Dannyja Elfmana.
U siječnju 2011. godine, tijekom intervjua za BBC, Sorkin je potvrdio da će se vratiti televiziji i to serijom koja će se bazirati na vijestima kabelske mreže. Rekao je da će seriju producirati HBO, da se pilot epizoda već piše, a audicije održavaju. Radno ime serije je The Newsroom, a scenarij za pilot epizodu procurio je na Internet. Trenutno će od poznatih glumaca u seriji nastupiti Alison Pill, Emily Mortimer, Josh Pence, Jeff Daniels, Olivia Munn, Sam Waterston, John Gallagher Jr. i Thomas Sadoski, dok je za redatelja izabran Greg Mottola. 8. rujna 2011. godine HBO je naručio 10 epizoda serije The Newsroom koja će s emitiranjem započeti u jesen 2012. godine.

## Proces pisanja i stil
Sorkin je pisao za kazalište, film i televiziju i u svakom mediju njegova je suradnja s ostalim kreatorima izrazito varirala. Započeo je u kazalištu gdje je scenarije pisao uglavnom sam, a zatim je prešao na film gdje je surađivao s redateljem Robom Reinerom i scenaristom Williamom Goldmanom te naposljetku i na televiziju gdje je gotovo cijelo desetljeće vrlo usko surađivao s redateljem Thomasom Schlammeom na serijama Sports Night, Zapadno krilo i Studio 60 na Sunset Stripu. Trenutno radi na sva tri medija istovremeno. Navika mu je strastveno pušenje tijekom pisanja scenarija (cigareta za cigaretom) dok bezbrojne sate provodi u svom uredu smišljajući nove ideje za priče. Svoj proces pisanja opisuje kao "fizički rad", budući često zna ustati i izgovarati dijaloge na kojima radi i koje piše.
Novinar New York Timesa Peter De Jonge u svom članku napisao je da "Zapadno krilo nikad nema radnju koja se proteže na više od par epizoda i da ne postoji neka velika priča unutar svake sezone". Svoje mišljenje temelji na tome da "ako likovi nemaju mana, nemoguće im je napisati veću priču". Sorkin je na to izjavio: "Vrlo rijetko planiram unaprijed, ne zbog toga što smatram da to nije dobro, nego zbog nedostatka vremena." Također je rekao: "Kao pisac ne volim odgovarati na pitanja prije nego što zbilja moram". Televizijski kritičar John Levesque iz Seattlea komentirao je da Sorkinov proces pisanja može dovesti do nesmotrenog i nelogičnog razvoja radnje. Na televiziji, Sorkin je imao prste u pisanju scenarija doslovno svake epizode, rijetko dajući kredit ostalim kolegama. Peter De Jonge napisao je da su bivši scenaristi Zapadnog krila rekli da Sorkin zbilja nije velikodušan u dijeljenju svog imena na scenariju s nekim drugim. Za GQ magazin 2008. godine, Sorkin je rekao: "Pomaže mi osoblje koje ima fantastične ideje, ali scenarij ne piše čitavi odbor".
Skoro puno desetljeće traje kolaboracija na televiziji između Sorkina i redatelja Thomasa Schlammea koja je započela još rane 1998. godine kad su otkrili da dijele vrlo slične kreativne ideje za svoju prvu televizijsku seriju na kojoj su radili - Sports Night. Njihovo uspješno partnerstvo na televiziji bazira se na Sorkinovom pisanju scenarija dok je Schlamme izvršni producent i povremeni redatelj; zajedno su radili na serijama Sports Night, Zapadno krilo i Studio 60 na Sunset Stripu. Schlamme je odgovoran za kreiranje izgleda same serije, rad s drugim redateljima,  diskutiranju oko scenarija sa Sorkinom čim ih ovaj napiše, rad na budžetu kao i scenografiji i audicijama. Sorkin se bavi isključivo pisanjem scenarija.
Sorkin je poznat po pisanju znamenitih i brzih dijaloga, kao što su na primjer "You can't handle the truth!" iz Malo dobrih ljudi te kompletan dijalog napisan na latinskom usmjeren protiv Boga u seriji Zapadno krilo, u epizodi Two Cathedrals. Za televiziju, jedna od Sorkinovih oznaka je i ponavljanje dijaloga likova dok ćaskaju o stvarima koje su vezane za pojedine epizode, a česta pojava je i ubacivanje referenci iz popularne kulture u razgovore.
McFarland & Company je objavila kolekciju eseja koji kritiziraju Sorkinov rad, napisanu od strane raznih pisaca, imena Considering Aaron Sorkin: Essays on the Politics, Poetics and Sleight of Hand in the Films and Television Series, kao i knjigu kriticizma autorice Melisse Crawley nazvanu Mr. Sorkin Goes to Washington: Shaping the President on Television's the West Wing. Kolekciju eseja o Zapadnom krilu objavio je Syracuse University Press kao knjigu imena The West Wing: The American Presidency as Television Drama.

## Osobni život
Aaron Sorkin je od 1996. do 2005. godine bio oženjen s Juliom Bingham. Imaju jednu kćerku, Roxy, rođenu 2000. Nekoliko godina nalazio se u vezi s glumicom Kristin Chenoweth. Ona je glumila lik Annabeth Schott u seriji Zapadno krilo nakon što je on napustio seriju. Navodno se viđao i s kolumnisticom New York Timesa Maureen Dowd.
Kao veliki pristalica demokratske strane, Sorkin je sudjelovao u kontribucijama za političke kampanje demokratskih kandidata od 1999. do 2007. godine. Tijekom izbora za američkog predsjednika 2004. godine, liberalna grupa MoveOn's regrutirala je Sorkina i redatelja Roba Reinera da kreiraju anti-buševski spot za kampanju. U kolovozu 2008. godine Sorkin je bio involviran u događaj Generation Obama na Beverly Hillsu sudjelujući u raspravama nakon prikazanog filma Gospodin Smith ide u Washington.
1987. godine Sorkin je postao ovisnik o marihuani i kokainu. Izjavio je da je u kokainu pronašao drogu koja mu je davala oduška od nervoznih tenzija kojima je bio izložen na dnevnoj bazi. 1995. godine prijavio se na rehabilitaciju u Minnesoti na prijedlog svoje tadašnje djevojke i buduće žene Julie Bingham kako bi pokušao pobijediti ovisnost. 2001. godine, Sorkin je zajedno sa svojim kolegama Johnom Spencerom i Martinom Sheenom primio nagradu Phoenix Rising Award koja se dodjeljuje svima koji se uspješno bore protiv ovisnosti. Međutim, dva mjeseca kasnije - 15. travnja 2001. - Sorkin je uhićen na aerodromu u Burbanku nakon što mu je osiguranje u prtljagi pronašlo halucinogene gljive, marihuanu i kokain. Naređeno mu je da se prijavi u program na odvikavanje. Cijeli događaj, koji je medijski bio popraćen, ismijan je u showu Saturday Night Live u skeču koji je ujedno parodirao i Zapadno krilo: američki predsjednik kojeg glumi Darrell Hammond "hoda i priča" dugačkim hodnicima Bijele Kuće, istovremeno se spotičući o velike gljive dok ga prati domaćin showa Pierce Brosnan.
Sorkin je nastavio raditi na Zapadnom krilu, a njegove radoholičarske navike i vraćanje drogi smatraju se glavnim razlozima raspada braka.

## Dosadašnji rad

### Televizijske serije
- Sports Night (1998. – 2000.), autor, scenarist (40 epizoda), izvršni producent (45 epizoda)
- Zapadno krilo (1999. – 2006.), autor, scenarist (1999. – 2003., 86 epizoda), izvršni producent (1999. – 2003., 89 epizoda)
- Studio 60 na Sunset Stripu (2006. – 2007.), autor, scenarist (22 epizode), izvršni producent (22 epizode)
- The Newsroom (2012. - ), autor, scenarist

### Filmovi
- Malo dobrih ljudi (1992.), temeljen na njegovom kazališnom komadu
- Malice (1993.), ko-scenarist Scott Frank
- Američki predsjednik (1995.)
- Rat Charlieja Wilsona (2007.), temeljen na knjizi Georgea Crilea
- Društvena mreža, temeljen na knjizi The Accidental Billionaires autora Bena Mezricha; dobitnik nagrada BAFTA, Zlatni globus i Oscar za najbolji (adaptirani) scenarij
- Igra pobjednika, ko-scenaristi Stan Chervin i Steven Zaillian; temeljen na knjizi Michaela Lewisa

### Kazališni komadi
- Removing All Doubt (1984.)
- Hidden in This Picture (1988.)[94]
- Malo dobrih ljudi (1989.)[95]
- Making Movies (1990.)[96]
- The Farnsworth Invention (2007.)[57]

### Cameouloge
- Malo dobrih ljudi, čovjek u baru
- Američki predsjednik, pomoćnik u baru
- Sports Night, čovjek u baru (1999., 1 epizoda)
- Zapadno krilo, čovjek u gužvi (2006., 1 epizoda)
- Hollywoodska škvadra, glumi samog sebe (2009. – 2010., 2 epizode)
- Društvena mreža, direktor za oglase
- Televizijska posla, glumi samog sebe (2011., 1 epizoda)

### Nepotpisani suradnik na scenarijima
- Schindlerova lista (1993.),[97][98] autor scenarija Steven Zaillian, temeljen na istoimenoj knjizi autora Thomasa Keneallyja
- Hrid (1996.),[20][99] autori scenarija David Weisberg, Douglas S. Cook i Mark Rosner
- Bulworth (1998.),[98][100] autori scenarija Warren Beatty i Jeremy Pikser, prema priči Warrena Beattyja

## Poveznice
- Zapadno krilo
- Studio 60 na Sunset Stripu
- Malo dobrih ljudi
- Američki predsjednik
- Rat Charlieja Wilsona
- Društvena mreža
- Igra pobjednika
- Thomas Schlamme

## Vanjske poveznice
- Aaron Sorkin u internetskoj bazi filmova IMDb-u (engl.)
- Aaron Sorkin - moviefone.com
- Aaron Sorkin - Rotten Tomatoes
- Blog entries - Huffingtonpost.com